# 프랑켄

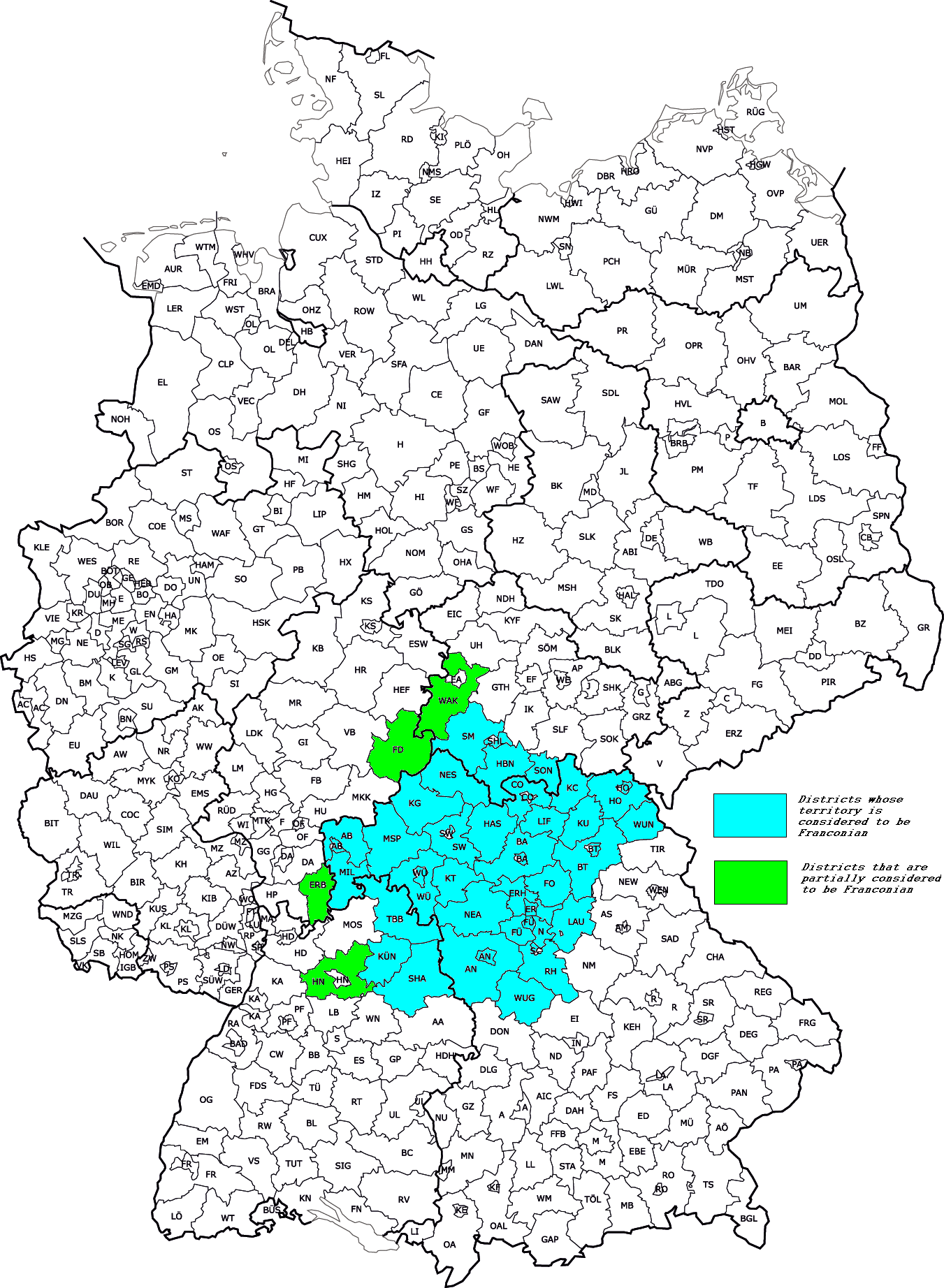
프랑켄 지역

프랑켄(독일어: Franken) 또는 프랑코니아(영어: Franconia)는 독일의 역사적 지역명으로, 오늘날 바이에른 북부와 그 인접 지역에 해당한다. 신성 로마 제국이 멸망하고 나폴레옹에 의하여 남부 독일 국가들이 재구성됨에 따라 대부분의 프랑켄 지역이 바이에른에 속하게 되었다.

## 같이 보기
- 동프랑켄 독일어
- 프랑켄 공국
- 프랑크족